# Pascal Maka
Pour les articles homonymes, voir Maka.
Pascal Maka est un véliplanchiste français. Il bat en 1986 le record de vitesse à la voile toutes catégories détenu par le voilier Crossbow II, et réalise le premier record de vitesse homologué à planche à voile. Il bat ce record à nouveau en 1990.